# 歌姫3 〜終幕
『歌姫3 〜終幕』（うたひめスリー・ファイナル）は、日本の歌手中森明菜の3枚目のカバー・アルバム。このアルバムは2003年12月3日にユニバーサルJよりリリースされた(CD: UMCK-1174)。

## 概要
『歌姫3 〜終幕』は、『歌姫』『-ZEROalbum- 歌姫2』に続くカバー・アルバム歌姫シリーズの第3弾で、本作で歌姫シリーズは完結となった。歌姫という企画は、原曲の女性歌手に対する敬意を込めて付けられた総称であったが、本作では1960年代から1990年代の男性歌手の楽曲をカバーしている。「ダンディズム」をテーマに据え、男性の視線の先にある女性をもとらえて表現された。中森は本作について、同シリーズの1作目や2作目の時よりも、今までになくレコーディングがスムーズに進んだと語っている。また、村下孝蔵のシングル「アキナ」が中森へのエールの意図でも歌われていたことを知り、「アキナ」の代わりに村下の歌を歌いたいということから、本作で「踊り子」をカバーしている。本作リリース後の2009年8月19日には、カバーした「恋の予感」を音楽番組『SONGS』で歌唱披露した。
2004年には"歌姫シリーズ"の全3作をまとめたCD-BOX盤『歌姫 Complete Box Empress』が、2007年には同シリーズのベスト・アルバム『歌姫ベスト 〜25th Anniversary Selection〜』が発売された。

## 批評
『CDジャーナル』の小林泰介は本作について「基本的に男の心情を歌った男歌を女性シンガーが歌うと、甘ったるい印象になりがちなのだが、石原裕次郎の『夜霧よ今夜もありがとう』でさえ、このアルバムの明菜はオリジナルのごとく自分の歌にしている。重厚感のあるヴォーカルだ。」と批評した。

## 記録
本作はオリコン週間アルバムチャートの2003年12月15日付で、最高順位25位を記録した。

## 収録曲
| 全編曲: 千住明。 |                                                              |            |            |       |
| #                | タイトル                                                     | 作詞       | 作曲       | 時間  |
| 1.               | 「回帰 〜歌姫3 Opening」(instrumental)                       | -          | 千住明     | 1:16  |
| 2.               | 「傘がない」(井上陽水のカバー曲)                             | 井上陽水   | 井上陽水   | 6:22  |
| 3.               | 「踊り子」(村下孝蔵のカバー曲)                               | 村下孝蔵   | 村下孝蔵   | 4:41  |
| 4.               | 「愛はかげろう」(雅夢のカバー曲)                             | 三浦和人   | 三浦和人   | 4:24  |
| 5.               | 「スローなブギにしてくれ (I want you)」(南佳孝のカバー曲)    | 松本隆     | 南佳孝     | 3:18  |
| 6.               | 「夜霧よ今夜もありがとう」(石原裕次郎のカバー曲)             | 浜口庫之助 | 浜口庫之助 | 3:43  |
| 7.               | 「東京砂漠」(内山田洋とクール・ファイブのカバー曲)           | 吉田旺     | 内山田洋   | 4:23  |
| 8.               | 「窓」(松山千春のカバー曲)                                   | 松山千春   | 松山千春   | 4:50  |
| 9.               | 「Manish 〜歌姫3 Interlude」(instrumental)                   | -          | 羽佐間健二 | 0:36  |
| 10.              | 「ALONE」(B'zのカバー曲)                                     | 稲葉浩志   | 松本孝弘   | 6:33  |
| 11.              | 「ハリウッド・スキャンダル」(郷ひろみのカバー曲)             | 阿木燿子   | 都倉俊一   | 4:06  |
| 12.              | 「恋の予感」(安全地帯のカバー曲)                             | 井上陽水   | 玉置浩二   | 4:40  |
| 13.              | 「NO MORE ENCORE」(宇崎竜童のカバー曲。もとは内藤やす子の曲) | 阿木燿子   | 宇崎竜童   | 5:18  |
| 14.              | 「風の扉 〜歌姫3 Ending」(instrumental)                      | -          | 千住明     | 1:40  |
| 合計時間:        | 合計時間:                                                    | 合計時間:  | 合計時間:  | 55:50 |

## クレジット
『歌姫3 〜終幕』のライナー・ノーツより
| - プロデュース：中森明菜 - All Songs Arranged & Conducted by 千住明 - プロダクション・マネジメント：Mr.D.M、Mikiko Nose (Akira Senju Office Corporation) - Recorded at AVACO CREATIVE STUDIO、VICTOR STUDIO - Recorded & Mixed at WESTSIDE、SOUND CITY - Mastered at UNIVERSAL RECORDING STUDIOS #1 - Recorded & Mixed by 上野健也 (MIXER'S LAB CO., LTD.)、奥原英明 (VICTOR STUDIO) - Assisted by Takashi Ohizumi (AVACO CREATIVE STUDIO)、安達義規 (MIXER'S LAB CO., LTD.)、Yoshiyuki Watanabe (VICTOR STUDIO)、Kazunori Yoshida (SOUND CITY) - Mastered by 藤野成喜 (UNIVERSAL MUSIC K.K.) - Directed by 鈴木順 (Halftone Music & Systems) - A&R：森淳一（ユニバーサルJ） | - プロモーション・チーフ：大原浩（ユニバーサルJ） - A&Rチーフ：藤倉尚（ユニバーサルJ） - セールス・プロモーション：寺舘京子 (UNIVERSAL MUSIC K.K.) - ミュージシャン・コーディネーター：Yoji Sugiyama (Witchcraft) - 撮影：塚田和徳 - 着物スタイリスト：Yoshihiko Egi - スタイリスト：濱田由美 - ヘアメイク・アーティスト：Anika - アート・ディレクション：中島裕次 - U.S.A. コーディネーター：Kaz Ueda - マネジメント：Hana (FAITH INC.) - スーパーバイザーズ：羽佐間健二、佐々友成、高橋良一（ユニバーサルJ） - エグゼクティブ・プロデューサー：寺林晁 (UNIVERSAL MUSIC K.K.) - エグゼクティブ・プロデューサー&ディレクター：門村崇志 - スペシャル・サンクス：内野二朗、小倉禎子、Tomoko Hada、Kei Haneoka |

## リリース履歴
| 発売日        | レーベル                 | 規格  | 品番      | 備考                     |
| ------------- | ------------------------ | ----- | --------- | ------------------------ |
| 2003年12月3日 | ユニバーサルJ            | CD    | UMCK-1174 |                          |
| 2017年5月3日  | ユニバーサルJ            | UHQCD | UPCH-7273 | 限定盤                   |
| 2023年6月28日 | ユニバーサルJ            | CD    | UPCY-7872 | スペシャルプライス再発盤 |
| 2024年1月24日 | ユニバーサルミュージック | LP    | UPJY-9377 | 初アナログLP化、限定盤   |

## 参照
1. 1 2 3  『歌姫3 〜終幕』（12cmCD）中森明菜、ユニバーサルJ、2003年12月3日。UMCK-1174。
2. ↑  “楽天ブックス: 歌姫3〜終幕 - 中森明菜 : CD”.  楽天. 2011年6月22日閲覧。
3. 1 2  “中森明菜-リリース-ORICON STYLE ミュージック”.  オリコン. 2012年4月16日閲覧。
4. ↑  “中森明菜 :: 歌姫3〜終幕”.  ユニバーサルミュージック. 2003年12月16日時点のオリジナルよりアーカイブ。2012年8月28日閲覧。
5. 1 2 3  『UF』、サイバーブレッド、2003年12月1日、29頁、2004年1月 #7。
6. ↑  “歌姫3 〜終幕〜【CD】-中森明菜|ポップス|ジャパニーズポップス|音楽|HMV ONLINE オンラインショッピング・情報サイト”.  HMV. 2011年6月22日閲覧。
7. ↑  『MUSIC TOWN』第199号、新星堂、2003年12月、6頁。
8. ↑  “SONGS｜これまでの放送｜第103回 中森明菜 Part2”.  NHK. 2011年3月20日閲覧。
9. ↑  小林泰介『CDジャーナル』第48巻第1号、音楽出版社、2004年1月。
10. ↑  “検索結果-ORICON STYLE アーティスト/CD検索”. 2003年12月第3週の邦楽アルバムランキング情報.   オリコン. 2012年4月16日閲覧。